# PPSSPP
PPSSPP (acrônimo para PlayStation Portable Simulator Suitable for Playing Portably) é um software desenvolvido especialmente para emular o console de videogame PlayStation Portable. É capaz de funcionar em diversos sistemas operacionais, entre eles, Microsoft Windows, Mac OS X, Linux, Android, Blackberry, dentre outros.  
Este também é considerado por muitos o melhor emulador de PSP, depois do JPCSP, emulador escrito em linguagem Java.
Foi anunciado em seu site oficial por Henrik Rydgård, líder do desenvolvimento do emulador, agora saiu mais uma versão, a 1.12.3  lançamento ocorreu 6 de outubro de 2021.
Sua versão de 2020 trouxe melhorias para o emulador, como:
- Correções de gráficos e compatibilidade;
- Suporte para inserção de tela (entalhe) no Android;
- Suporte do analógico para navegação no menu;
- Suporte a mais idiomas nas caixas de diálogo do jogo;
- Chat multijogador simples;
- Adição de CWCheat específico do PPSSPP;
- Reintrodução do VR Cardboard, permitindo mais resoluções;
- Corrigido o Ghost in the Shell.
- O VSync agora é suportado em todos os back-end;
- Câmera suportada no Windows, Linux e Mac;
- Darkstalkers consertado e trabalhado através da renderização de software.
- Renderização SW corrigida no GLES 2.0;
- Permitir rebobinar a tela de toque analógica;
- Stick analógico de rotação automática mapeável para passar em algumas verificações de jogo;
- A posição de controle de toque agora pode ser encaixada em uma grade;
- Suporte de tela retina HiDPI;
- Disparo rápido no controle por toque;
- Alterne o botão mudo;
- Adição da opção de redimensionar ícones de jogos e muito mais;
- Adicionado modo de alternância ao botão combinado;
- Suporte para mouse SDL, atualizações do menu Qt;
- Algum suporte menor ao módulo do kernel;
- Corrigida alternância de tela cheia com o Vulkan em compilações SDL;
- Diversas melhorias de desempenho menores, aceleração do carregamento do jogo, correções de falhas.